# Postkontoret i Nomentano
Postkontoret i Nomentano, italienska Ufficio postale Nomentano eller Palazzo delle Poste di piazza Bologna, är en byggnad vid Piazza Bologna i distriktet Nomentano i nordöstra Rom. Byggnaden ritades av arkitekterna Mario Ridolfi och Mario Fagiolo och nyttjas som postkontor. Byggnaden, som uppfördes mellan åren 1933 och 1935, utgör ett exempel på rationalistisk arkitektur. Postkontorets svängda fasad återspeglar piazzans form och förlänar stadsrummet dynamik.